# Білогородська сільська рада (Ізяславський район)
Білогоро́дська сільська́ ра́да — адміністративно-територіальна одиниця та орган місцевого самоврядування в Ізяславському районі Хмельницької області. Адміністративний центр — село Білогородка.

## Загальні відомості
Білогородська сільська рада утворена в 1944 році.
- Територія ради: 52,214 км²
- Населення ради: 1 868 осіб (станом на 2001 рік)

## Населені пункти
Сільській раді підпорядковані населені пункти:
- с. Білогородка
- с. Рокитне

## Склад ради
Рада складається з 16 депутатів та голови.
- Голова ради: Матвійчук Галина Іванівна
- Секретар ради: Рудь Ольга Володимирівна

### Керівний склад попередніх скликань
| Прізвище, ім'я, по батькові | Основні відомості                                                         | Дата обрання | Дата звільнення |
| --------------------------- | ------------------------------------------------------------------------- | ------------ | --------------- |
| Матвійчук Галина Іванівна   | Сільський голова, 1958 року народження, освіта вища, член Народної партії | 26.03.2006   | 31.10.2010      |
| Матвійчук Галина Іванівна   | Сільський голова, 1958 року народження, освіта вища, член Народної партії | 31.10.2010   |                 |

Примітка: таблиця складена за даними сайту Верховної Ради України

### Депутати
За результатами місцевих виборів 2010 року депутатами ради стали:

#### За суб'єктами висування
| Суб'єкт висування            | Кількість обраних депутатів | %    |
| ---------------------------- | --------------------------- | ---- |
| Народна партія               | 8                           | 50   |
| Самовисування                | 5                           | 31,3 |
| Соціалістична партія України | 3                           | 18,8 |

#### За округами
| № округу                     | Прізвище, ім'я, по батькові       | Дата визнання обраним | Освіта  | Партійна приналежність                        | Відомості про обраного депутата                                              |
| ---------------------------- | --------------------------------- | --------------------- | ------- | --------------------------------------------- | ---------------------------------------------------------------------------- |
| Народна Партія               |                                   |                       |         |                                               |                                                                              |
| 3                            | Тарасюк Оксана Анатоліївна        | 03.11.2010            | вища    | позапартійна                                  | приватний підприємець                                                        |
| 4                            | Крачковський Станіслав Степанович | 03.11.2010            | середня | член Народної партії                          | Місцева пожежна команда «Пожежник», інструктор пожежної профілактики         |
| 5                            | Купріянова Ольга Іванівна         | 03.11.2010            | середня | член Народної партії                          | Дошкільний навчальний заклад «Дзвіночок», кухар                              |
| 9                            | Рудь Ольга Володимирівна          | 03.11.2010            | вища    | член Народної партії                          | Білогородська сільська рада, секретар                                        |
| 10                           | Рудь Раїса Купріянівна            | 03.11.2010            | вища    | член Народної партії                          | Управління держкомзему в Ізяславському районі, спеціаліст І категорії        |
| 13                           | Ковальчук Олексій Васильович      | 03.11.2010            | вища    | член Народної партії                          | Білогородська дільнична лікарня ветеринарної медицини, завідувач             |
| 14                           | Матвійчук Іван Сергійович         | 03.11.2010            | середня | член Народної партії                          | Місцева пожежна команда «Пожежник», начальник                                |
| 16                           | Капітанець Олександр Іванович     | 03.11.2010            | вища    | член Народної партії                          | Білогородська дільнична лікарня ветеринарної медицини, ветеринарний фельдшер |
| Соціалістична партія України |                                   |                       |         |                                               |                                                                              |
| 2                            | Цівюк Лариса Степанівна           | 03.11.2010            | середня | член Соціалістичної партії України            | тимчасово не працює                                                          |
| 7                            | Гончарук Любов Анатоліївна        | 03.11.2010            | вища    | член Соціалістичної партії України            | Білогородська сільська рада, бухгалтер                                       |
| 8                            | Тимощук Тетяна Михайлівна         | 03.11.2010            | вища    | член Соціалістичної партії України            | приватний підприємець                                                        |
| Самовисування                |                                   |                       |         |                                               |                                                                              |
| 1                            | Заєць Галина Миколаївна           | 03.11.2010            | вища    | позапартійна                                  | Білогородська загальноосвітня школа І-ІІІ ст., вчитель                       |
| 6                            | Радковський Володимир Степанович  | 03.11.2010            | вища    | член Всеукраїнського об'єднання «Батьківщина» | тимчасово не працює                                                          |
| 11                           | Бойко Володимир Іванович          | 03.11.2010            | вища    | позапартійний                                 | Білогородська загальноосвітня школа І-ІІІ ст., вчитель                       |
| 12                           | Коваль Любов Пидипівна            | 03.11.2010            | середня | позапартійна                                  | Білогородська загальноосвітня школа І-ІІІ ст., технічний працівник           |
| 15                           | Гаман Галина Іванівна             | 03.11.2010            | середня | член Всеукраїнського об'єднання «Батьківщина» | тимчасово не працює                                                          |